# Stari Grabovac
Stari Grabovac falu Horvátországban, Sziszek-Monoszló megyében. Közigazgatásilag Novszkához tartozik.

## Fekvése
Sziszek városától légvonalban 52, közúton 69 km-re, községközpontjától 2 km-re délkeletre, az A3-as autópálya mentén, Novszka és Paklenica között fekszik.

## Története
A török kiűzését követően a 18. század elején telepítették be. A falu 1773-ban az első katonai felmérés térképén „Dorf Grabovacz” néven szerepel. 1857-ben 147, 1910-ben 313 lakosa volt. Pozsega vármegye Novszkai járásához tartozott. 1918-ban az új szerb-horvát-szlovén állam, majd később Jugoszlávia része lett. A II. világháború idején a Független Horvát Állam része volt. Területén usztasa koncentrációs tábor működött. A háború után enyhült a szegénység és sok ember talált munkát a közeli városokban. 1991. június 25-én a független Horvátország része lett. 1991 végén itt állították meg a horvát védelmi erők a Novszka irányába támadó JNA csapatokat. A településnek 2011-ben 393 lakosa volt.

## Népesség
| Lakosság változása | Lakosság változása | Lakosság változása | Lakosság változása | Lakosság változása | Lakosság változása | Lakosság változása | Lakosság változása | Lakosság változása | Lakosság változása | Lakosság változása | Lakosság változása | Lakosság változása | Lakosság változása | Lakosság változása | Lakosság változása |
| ------------------ | ------------------ | ------------------ | ------------------ | ------------------ | ------------------ | ------------------ | ------------------ | ------------------ | ------------------ | ------------------ | ------------------ | ------------------ | ------------------ | ------------------ | ------------------ |
| 1857               | 1869               | 1880               | 1890               | 1900               | 1910               | 1921               | 1931               | 1948               | 1953               | 1961               | 1971               | 1981               | 1991               | 2001               | 2011               |
| 147                | 171                | 158                | 188                | 225                | 313                | 265                | 329                | 369                | 389                | 463                | 526                | 535                | 561                | 432                | 393                |

## Kultúra
A település kulturális és művészeit egyesülete a KUD Kolo Stari Grabovac.